# 玛嬉喜舞

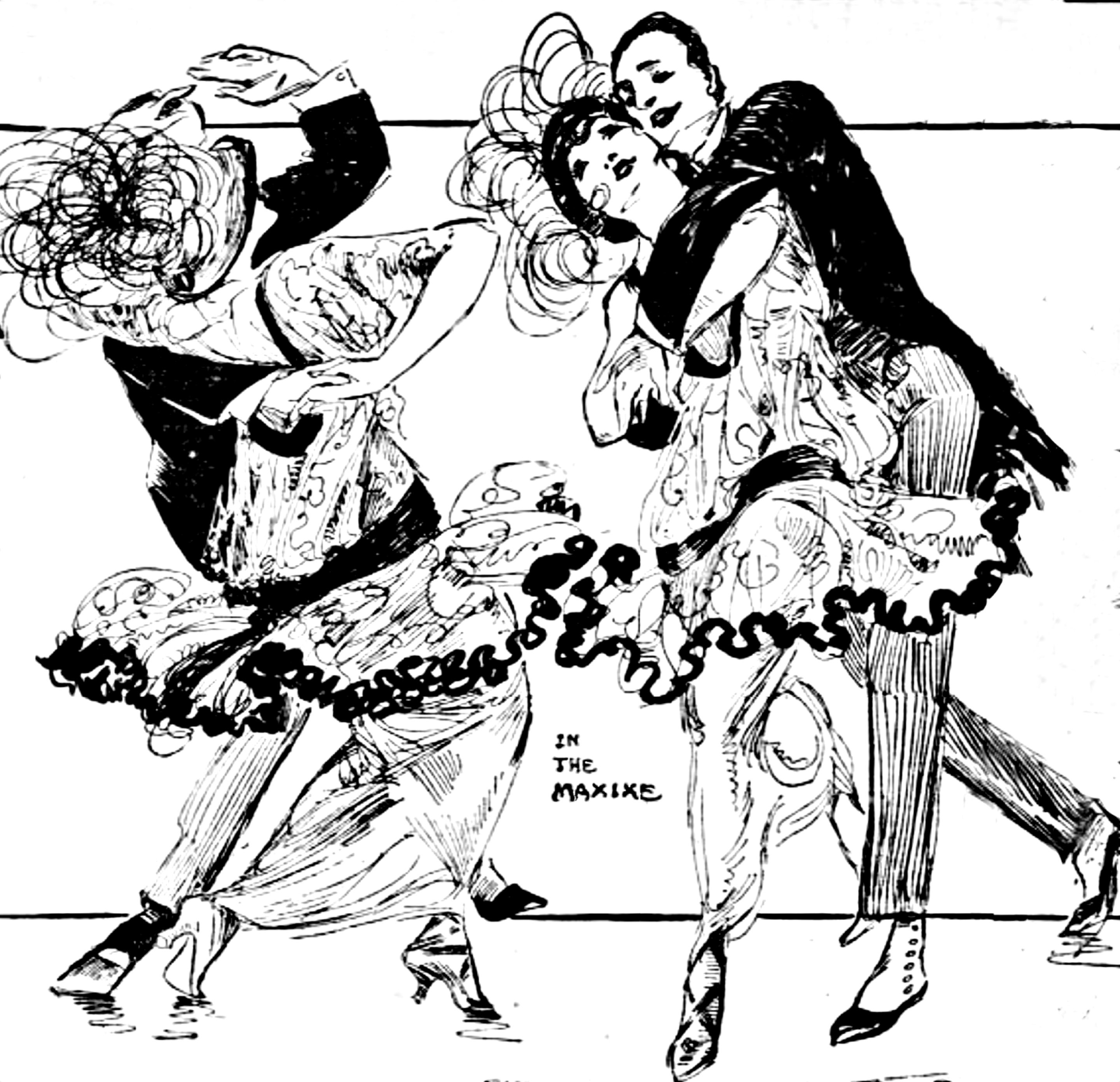
玛嬉喜舞; 1914

玛嬉喜舞（Maxixe，又译又译玛茜茜舞或马克西克斯舞），有时候也称为巴西探戈（Brazilian Tango）， 1870年左右在巴西逐渐形成的一种舞厅舞。第一次世界大战前风靡全球。这是一种哈巴涅拉、波尔卡以及巴西和非洲农村黑人舞糅合尔成的舞蹈。成对男女呈舞厅舞姿势进行表演，往往有即兴的花样。